# Libertà dei media nell'Unione europea
     Situazione molto seria
     Situazione difficile
     Problemi notevoli
     Situazione soddisfaciente
     Buona situazione
     Non classificato / Nessun dato disponibile

Indice della libertà di stampa, 2014
Situazione molto seria
Situazione difficile
Problemi notevoli
Situazione soddisfaciente
Buona situazione
Non classificato / Nessun dato disponibile

La libertà dei media nell'Unione europea è un diritto fondamentale che si applica a tutti gli Stati membri dell'Unione europea e ai suoi cittadini, come definito nella Carta dei diritti fondamentali dell'Unione europea e nella Convenzione europea per la salvaguardia dei diritti dell'uomo e delle libertà fondamentali. Nell'ambito del processo di Allargamento dell'Unione europea, la garanzia della libertà dei media è definita "un indicatore chiave della disponibilità di un paese a diventare parte dell'UE".
La libertà dei media, compresa la libertà di stampa, è il principale diritto per garantire la libertà di espressione e la libertà di informazione.
L'annuale Giornata mondiale della libertà di stampa si celebra il 3 maggio.

## Libertà di stampa e democrazia
La libertà dei media è inerente al processo decisionale in una democrazia ben funzionante, consentendo ai cittadini di fare le loro scelte politiche basate su informazioni indipendenti e pluralistiche e quindi è uno strumento importante per formare l'opinione pubblica. L'espressione di una varietà di opinioni è necessaria nel dibattito pubblico per dare ai cittadini la possibilità di valutare e scegliere tra una vasta gamma di opinioni. Più plurali e articolate sono le opinioni, maggiore è l'effetto legittimante che i media hanno sul più ampio processo politico democratico. La libertà di stampa è spesso descritta come un "cane da guardia" (watchdog) contro il potere pubblico, a sottolineare il suo ruolo significativo di osservatore e informatore dell'opinione pubblica sulle azioni del governo.
La libertà di espressione si riferisce ai singoli giornalisti e ai diritti della stampa. In altre parole, il suo significato copre sia il diritto individuale di ciascun giornalista di esprimere la propria opinione sia la stampa come istituzione per informare le persone. Per garantire la protezione dei media liberi, le autorità statali non solo sottostanno all'obbligo di astenersi dall'ingerenza, ma anche all'impegno di promuovere la libertà dei media e di agire come garante contro l'intrusione di attori pubblici e privati.

## Quadro legislativo e applicazione della legge

### Disposizioni di legge internazionali
L'articolo 19 della Dichiarazione universale dei diritti umani e l'articolo 19 del Patto internazionale sui diritti civili e politici riconoscono la libertà di espressione e la libertà di informazione come fondamentali Diritti umani. Anche se questi documenti sono riconosciuti universalmente, la loro applicazione dipende ampiamente dalla volontà dello stato di adattare le misure di attuazione.
A livello europeo, il Consiglio d'Europa fornisce un quadro giuridico attraverso la Convenzione europea sui diritti umani (CEDU), la cui attuazione è assicurata attraverso la Corte europea dei diritti umani.  L'articolo 10 della CEDU sulla libertà di espressione recita:
2. L'esercizio di queste libertà, dal svolge con esso doveri e responsabilità, può essere soggetto a tali formalità, condizioni, restrizioni o sanzioni come prescritto dalla legge e sono necessari in una società democratica, nell'interesse della sicurezza nazionale, dell'integrità territoriale o della sicurezza pubblica, per citazione di disordini o reati, per la protezione della salute o della morale, per la protezione della reputazione o dei diritti di terzi, per impedire la divulgazione di informazioni ricevute in confidenza, o per mantenere l'autorità e l'imparzialità del potere giudiziario.»
Come osservabile nella citazione, all'interno della CEDU la libertà di espressione non è riconosciuta come un diritto assoluto, nel senso che può essere limitata se vi sono altri diritti fondamentali concorrenti o obiettivi legittimi necessari per la società democratica. Questi potrebbero essere protezione dati, diritto alla privacy, reputazione o giustizia penale. Tuttavia, la restrizione deve essere proporzionale al conseguimento dell'obiettivo concorrente e alla libertà di stampa e richiede "requisiti molto elevati prima che possano essere imposte restrizioni alla libertà di stampa da parte delle autorità pubbliche". Anche se la libertà di stampa assume la funzione di garante della democrazia, non protegge solo i materiali che trattano questioni politiche, ma si applica anche a giornali scandalistici. Tuttavia, la priorità più alta deve essere data alla libertà di stampa quando viene valutata rispetto ad altri interessi legittimi.
La sentenza della Corte europea dei diritti dell'uomo ripercorre la lunga storia della giurisprudenza in merito alle violazioni dell'articolo 10, a partire dalla fine degli anni '70. In particolare, la Corte europea dei diritti dell'uomo protegge il giornalismo investigativo, fonti di informazione giornalistica e whistle-blower e sottolinea l'effetto negativo delle sanzioni contro le attività giornalistiche, conducendo all'autocensura e ostacolando così la funzione pubblica del giornalismo. D'altra parte, la Corte ha rafforzato la tutela del diritto alla privacy contro le segnalazioni il cui unico scopo è nutrire la curiosità delle persone.

### Legislazione dell'Unione europea e applicazione della legge
Nell'Unione europea gli Stati membri si sono impegnati a rispettare la Carta dei diritti fondamentali dell'Unione europea (I diritti di cui all'articolo 11 della UE La carta corrisponde a quella data dalla CEDU ai sensi dell'articolo 10), entrata in vigore nel Trattato di Lisbona nel 2009 come articolo 6, paragrafo 1 TUE. Tuttavia molto prima dell'entrata in vigore del trattato, la Corte di giustizia dell'Unione europea (CGUE) ha riconosciuto i diritti fondamentali dell'UE come principi generali del diritto dell'UE e li ha considerati parte del quadro giuridico su cui basa la propria giurisprudenza.
In pratica l'impatto delle leggi e dei valori fondamentali dell'UE sul comportamento degli Stati membri dell'UE è spesso limitato. Pur indicando la libertà di espressione come un "indicatore chiave della possibilità per un paese di far parte dell'UE ", una volta che un paese è entrato nell'Unione, le istituzioni dell'UE hanno una possibilità limitata di far rispettare il rispetto dei diritti e dei valori fondamentali, compresi quelli sulla libertà di espressione e di informazione. Questo fenomeno è noto anche come il "Dilemma di Copenaghen", una questione affrontata, tra l'altro, dalla risoluzione Parlamento europeo intitolata "Carta UE: impostazioni standard per la libertà dei media in tutta l'UE", adattato a maggio 2013. Il documento sottolinea l'importanza di monitorare e controllare lo sviluppo delle legislazioni nazionali in materia di libertà dei media negli Stati membri dell'UE e propone di attribuire questo compito alla Agenzia europea dei diritti fondamentali (FRA).
Per quanto riguarda specificamente i servizi televisivi, la direttiva dei servizi di media audiovisivi del 2010 stabilisce che l'incitamento all'odio e il linguaggio non adatto ai minori devono essere proibiti in tutti gli Stati membri.
Dal 2025 è entrato in vigore il regolamento European Media Freedom Act.

### Organizzazioni governative
- Consiglio d'Europa, in particolare il Comitato di esperti in materia di protezione del giornalismo e sicurezza dei giornalisti (MSI-JO), la Commissione per la cultura, la scienza, l'istruzione e i media, il Commissario per i diritti umani del Consiglio d'Europa[10]
- Commissione europea, in particolare la Direzione generale Reti di comunicazione, contenuti e tecnologie (DG Connect) e la Direzione generale Allargamento (DG NEAR)[11].
- Parlamento europeo, in particolare le Commissioni parlamentari che si occupano della libertà dei media: Commissione per le libertà civili, la giustizia e gli affari interni / LIBE, Sottocomitato per i diritti umani / DROI[12]
- OSCE: Rappresentante OSCE per la libertà dei media
- UNESCO, Divisione per la libertà di espressione e sviluppo dei media[13].